# Хмырова, Татьяна Евгеньевна
Татьяна Евгеньевна Хмырова (род. 6 февраля 1990 года, Волгоград) — российская гандболистка, разыгрывающая; тренер. Заслуженный мастер спорта (2009).

## Биография
Воспитанница волгоградской гандбольной школы, первый тренер — Любовь Петровна Сидоричева. С 2005 года выступала за команду Суперлиги «Динамо». Чемпионка России (2009, 2010, 2011, 2012, 2013), серебряный (2006) и бронзовый (2007, 2008) призёр чемпионатов России, обладательница Кубка ЕГФ (2008). С 2013 года играет за македонский клуб «Вардар» (Скопье), в составе которого в сезоне-2013/14 выиграла чемпионат и Кубок страны.
В 2008 году в Братиславе выиграла золотую медаль чемпионата мира среди юниорок (игроки не старше 18 лет) и дебютировала в национальной сборной России. В составе сборной России — бронзовый призёр чемпионата Европы (2008).
В 2009 году выиграла чемпионат мира в Китае, показав отличную игру для дебютантки. По результатам опроса спортивных журналистов Волгограда была названа лучшей спортсменкой 2009 года.